# Романов Дмитро Олександрович (аристократ)
Дмитро Олександрович (15 серпня 1901, Гатчина — 7 липня 1980, Лондон) — князь імператорської крові, четвертий син великого князя Олександра Михайловича і великої княгині Ксенії Олександрівни. Онук імператора Олександра III по материнській лінії та правнук імператора Миколи I по прямій чоловічій лінії.
Перший президент «Об'єднання членів Роду Романових».

## Життя до еміграції
Князь імператорської крові Дмитро Олександрович народився у Гатчинському палаці. Він був четвертим сином і п'ятою дитиною в сім'ї великого князя Олександра Михайловича та великої княгині Ксенії Олександрівни. У дитинстві довго подорожував разом із батьками.

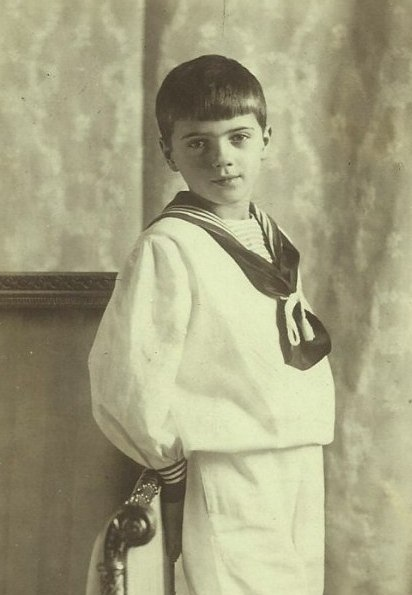
Дмитро Олександрович у дитинстві

Після Жовтневого перевороту перебував під домашнім арештом разом із батьками та іншими Романовими у маєтку Дюльбер у Криму. 11 квітня 1919 року він залишив маєток під час Кримської евакуації 1919 року на англійському лінкорі «Мальборо» разом з іншими Романовими і потім прибув Мальту, де провів 9 місяців до переїзду до Англії.

## В еміграції
В еміграції жив у Великій Британії та Франції. У 1920-х роках працював біржовим маклером на Мангеттені. У 1930-х роках нетривалий час був керуючим магазину Коко Шанель у Біарріці, де познайомився зі своєю майбутньою першою дружиною графинею Мариною Сергіївною Голенищевою-Кутузовою (1912—1969), яка працювала моделлю в будинку моди Шанель. Тоді ж був членом Младороської партії і підтримував князя Володимира Кириловича.
Під час Другої світової війни служив капітан-лейтенантом (лейтенант-коммандер) добровольчого резерву ВМС Великої Британії, брав участь у Дюнкеркській операції.
Після війни став секретарем клубу мандрівників у Парижі. У 1950-х роках був представником з продажу в Європі фірми, яка виробляла віскі, а також виноробством. Після створення «Об'єднання членів роду Романових» у 1979 році Дмитра Олександровича було обрано 9 червня 1979 року його першим президентом і обіймав цю посаду аж до своєї смерті. Після укладення другого шлюбу з Шейлою Чісгольм подружжя тихо жило в містечку Белгравія, в одному з районів Лондона.

## Шлюби
Дмитро Олександрович був одружений двічі. 25 листопада 1931 року в Парижі він одружився з графиною Мариною Сергіївною Голенищевою-Кутузовою (1912—1969), дочкою графа Сергія Олександровича Голенищева-Кутузова (1885—1950) та Марією Олександрівною, уродженою графинею Чершишевою-Безобразовою (1890—1960). У 1931 році Кирило Володимирович надав їй титул княгині Романовської-Кутузової, а 28 липня 1935 року їй і потомству — титул найсвітліших князів Романовських-Кутузових з передачею титулу світлості старшому в роді. Шлюб був розірваний 1947 року, а 1949 року княгиня Марина Сергіївна вийшла заміж за Отто де Нефвілля (1898—1971), нащадка відомого німецького аристократичного роду.
29 жовтня 1954 року в Лондоні князь Дмитро Олександрович уклав другий шлюб із вдовою баронета сера Джона-Чарльза Мілбенка, уродженою Маргарет Шейлою Чізгольм (Chisholm; 1898—1969). Дітей від другого шлюбу не мав.

## Нащадки
Єдиною дитиною від першого шлюбу була дочка княжна Надія Дмитрівна (1933—2002), 1952 року одружилася з доктором медицини Ентоні-Брайном Алленом (нар. 1931), сина Самуела Леонардо Аллена і Джейн Флетчер. Від цього шлюбу народилося троє дочок:
- Пенелопа-Джудіс Аллен (нар. 27.2.1953) — 1981 року одружилася з князем Еммануїлом Еммануїловичем Голіцином (нар. 1951), у шлюбі народилося двоє дітей:
  - Княжна Вікторія Еммануїлівна Голіцина (нар. 23.4.1985) — у 2011 році одружилася з Робертом Гарольдом Гансоном (нар. 1978)
  - Князь Михайло-Георгій Еммануїлович Голіцин (нар. 2.2.1993)
- Марина Аллен (нар.10.7.1955) — 1974 року одружилася з Френкліном Даніелом Гатсоном (нар. 1952), у шлюбі народився один син:
  - Руан Гатсон (нар. 31.7.1981) — у 2010 році одружився з Гелле Вукенер, мають двох дітей:
    - Картер Гатсон (нар. 19.3.2008) — народився до шлюбу.
    - Хлоя Гатсон (нар. 2010)
- Олександра Аллен (нар. 10.12.1958)

У 1976 році Надія Дмитрівна та Ентоні Аллен розлучилися. У травні 1977 вдруге вийшла заміж за Вільяма Томаса Гелла Кларка (1924—1995). Від другого шлюбу дітей не мала.
За даними кирилівських джерел, вона титулувалася княжною Романовською-Кутузовою, за іншими — була відома як Nadejda Romanoff або княжна Надія Романова (Princess Nadeshda Romanov).

## Смерть
Князь Дмитро Олександрович помер 7 липня 1980 року у Лондоні від раку. Похований на цвинтарі Gunnersbury Cemetery у Кенсінгтоні.